# Lars Ricken
Lars Ricken (* 10. července 1976 Dortmund) je bývalý německý fotbalista. Nastupoval především jako záložník. V letech 1997–2002 hrál za německou reprezentaci, v 16 zápasech vstřelil jednu branku. S národním týmem získal stříbro na mistrovství světa 2002. Celou svou kariéru (1993–2007) strávil v jediném klubu, Borussii Dortmund, navíc v rodném městě. Vyhrál s ní Ligu mistrů 1996/97 a Interkontinentální pohár 1997. Krom toho se s ní stal třikrát mistrem Německa (1994–95, 1995–96, 2001–02).